# Castillo de Aigües
El castillo de Aigües se sitúa en el municipio de Aguas de Busot (Alicante) España. 
Se trata de una fortificación del siglo XIV de la que quedan muy pocos restos, donde destaca la torre del homenaje de planta cuadrada, la cual ocupaba el centro del recinto y algunos restos del lienzo y basamentos de otras torres.